# Cratere Vaals
Vaals  è un cratere sulla superficie di Marte.